# Osiris (reaktor)
För andra betydelser, se Osiris (olika betydelser).
Osiris är en forskningsreaktor på 70 MW som ligger i Saclay utanför Paris, Frankrike. Reaktorn ägs och drivs av Commissariat à l'énergie atomique et aux énergies alternatives (CEA). Osiris uppnådde kritiskt tillstånd 8 september 1966.